# Oxygonum buchananii
Oxygonum buchananii là một loài thực vật có hoa trong họ Rau răm. Loài này được (Dammer) J.B.Gillett mô tả khoa học đầu tiên năm 1953.